# Вежхонюв
Вежхонюв (пол. Wierzchoniów) — село в Польщі, у гміні Казімеж-Дольний Пулавського повіту Люблінського воєводства.
Населення — 270 осіб (2011).

## Демографія
Демографічна структура станом на 31 березня 2011 року:
|          | Загалом | Допрацездатний вік | Працездатний вік | Постпрацездатний вік |
| -------- | ------- | ------------------ | ---------------- | -------------------- |
| Чоловіки | 133     | 24                 | 91               | 18                   |
| Жінки    | 137     | 23                 | 74               | 40                   |
| Разом    | 270     | 47                 | 165              | 58                   |